# Maktprojektion
Maktprojektion eller maktprojicering är ett begrepp inom militärvetenskap och statskunskap som har definierats som ”en stats förmåga att tillgripa alla eller vissa delar av de medel staten förfogar över – politiska, ekonomiska, informationsmässiga eller militära – för att snabbt och effektivt sätta in och underhålla styrkor i och från flera spridda lokaliteter som svar på kriser, för avskräckning, och för att främja regional stabilitet”. Maktprojektion är alltså att en stormakt kan utöva makt långt bortom sina egna gränser genom att tillgripa eller hota med militära maktmedel.
För maktprojektion fordras ekonomisk styrka, en stark militärmakt, transportförmåga, och ofta ett system av militärbaser. Ett historiskt exempel på maktprojektion är att Förenade kungariket Storbritannien och Irland och Frankrike kunde ingripa i Krimkriget och vinna kriget. Sedan andra världskriget har främst Förenta staterna förknippats med förmågan till global maktprojektion.